# Вальдес, Габриэль
Пио Габриэль Вальдес Суберкасо (исп. Pío Gabriel Valdés Subercaseaux; 3 июля 1919, Сантьяго, Чили — 7 сентября 2011, там же) — чилийский государственный деятель, министр иностранных дел Чили (1964—1970).

## Биография
Родился в семье инженера, который некоторое время занимал должность министра общественных работ.
В 1929 году уехал в Италию, поскольку его дед был послом Чили в этой стране. Учился в Scuola San Giuseppe, вернувшись на родину в 1946 г. окончил юридический факультет Папского Католического университета Чили. В 1951—1952 годах изучал экономику в парижском Институте политических исследований.
Был одним из основателей Христианско-демократической партии Чили.
- 1964—1970 годы — министр иностранных дел Чили. На этом посту участвовал в разрешении пограничного конфликта с Аргентиной.
- 1971 год — назначен генеральным секретарем Программы развития Организации Объединенных Наций для стран Латинской Америки и Карибского бассейна; в течение десятилетия жил в Нью-Йорке. После прихода к власти генерала Пиночета находился в оппозиции. Генеральный секретарь ООН Курт Вальдхайм провел специальную встречу с посланником Пиночета при ООН адмиралом Исмаэлем Уэрта Диасом, которого предостерег от возможных насильственных действий в отношении Вальдеса.

В 1982 году, после смерти Эдуардо Фрея, вернулся в Чили, находился в оппозиции к режиму Пиночета,
- 1982—1987 годы — председатель Христианско-демократической партии Чили,
- 1990—1996 годы — председатель сената Чили.

## Семья
Жена — композитор Сильвия Сублетте. Сын — дирижёр Максимиано Вальдес.